# Пространство Адамара
Пространства Адамара (или полное CAT(0) пространство с внутренней метрикой) — нелинейное обобщение гильбертовых пространств,
частный случай пространства Александрова с кривизной ограниченной сверху.
Пространства названы в честь Жака Адамара.

## Определение
Пространство Адамара — непустое полное метрическое пространство, где для  любых двух точек x и y найдётся точка m такая, что неравенство
{\displaystyle d(z,m)^{2}+{d(x,y)^{2} \over 4}\leq {d(z,x)^{2}+d(z,y)^{2} \over 2}.}
выполняется для любой точки z.

### Замечания
- Заметим, что точка  {\displaystyle m} лежит ровно посередине {\displaystyle x} и {\displaystyle y}, то есть
{\displaystyle d(x,m)=d(y,m)=d(x,y)/2}.

Это можно увидеть, предположив {\displaystyle z=m} в неравенстве выше.
- В гильбертовом пространстве неравенство выше превращается в равенство (с {\displaystyle m=(x+y)/2}).
- Пространства Адамара можно определить как полные CAT(0) пространства.

## Свойства
- Теорема Решетняка о склеивании утверждает в частности, что пространство, полученное склейкой двух пространств Адамара по изометричным выпуклым множествам, также является пространством Адамара.
- Нормированное пространство является пространством Адамара тогда и только тогда, когда оно является гильбертовым.
- В пространстве Адамара, любые две точки можно соединить с помощью единственной геодезической.
  - В частности, пространства Адамара стягиваемы.
- Всякое ограниченное подмножество пространства Адамара содержится в единственном замкнутом шаре с минимальным радиусом. Центр этого шара называется центром множества.
  - В частности, если {\displaystyle \Gamma } — это группа из движений в пространстве Адамара, которая оставляет инвариантным ограниченное множество, то {\displaystyle \Gamma } фиксирует и его центр.
- Локально выпуклое замкнутое множество в пространстве Адамара является глобально выпуклым.
- По теореме Картана — Адамара, пространство {\displaystyle X} является пространством Адамара, если оно односвязно и CAT(0) неравенство выполняется локально, то есть любая точка допускает замкнутую окрестность, являющуюся пространством Адамара.

## Примеры
- Гильбертово пространство
- Пространство Лобачевского
- Деревья с полной внутренней метрикой
- Полные односвязные римановы многообразия с неположительной секционной кривизной

## Вариации и обобщения
- CAT(κ) пространство